# Minenräumpanzer

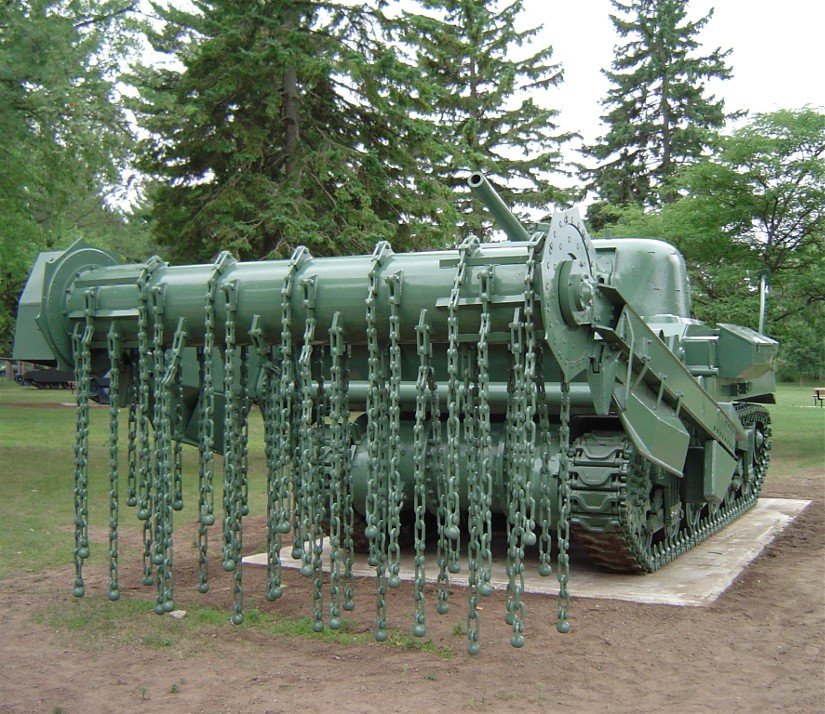
Sherman M4A4 mit aufgesetztem Minenflegel aus dem Zweiten Weltkrieg

Minenräumpanzer (kurz: MiRPz) sind gepanzerte Fahrzeuge, deren Grundkonstruktion zumeist auf einem bereits vorhandenen Kampfpanzermodell beruht und die speziell für das Räumen von Minenfeldern umgebaut wurden. Hierzu wird an der Vorderseite des Panzers eine Bodenfräse angebracht. Das ist eine rotierende Vorrichtung bestehend aus Ketten und massiven Stahlkugeln oder ähnlichen Schlagelementen, mit denen die vergrabenen Minen zur Explosion gebracht, zerstört oder zur Seite geschleudert werden. Die Bundeswehr hat hierzu den Minenräumpanzer Keiler im Einsatz.

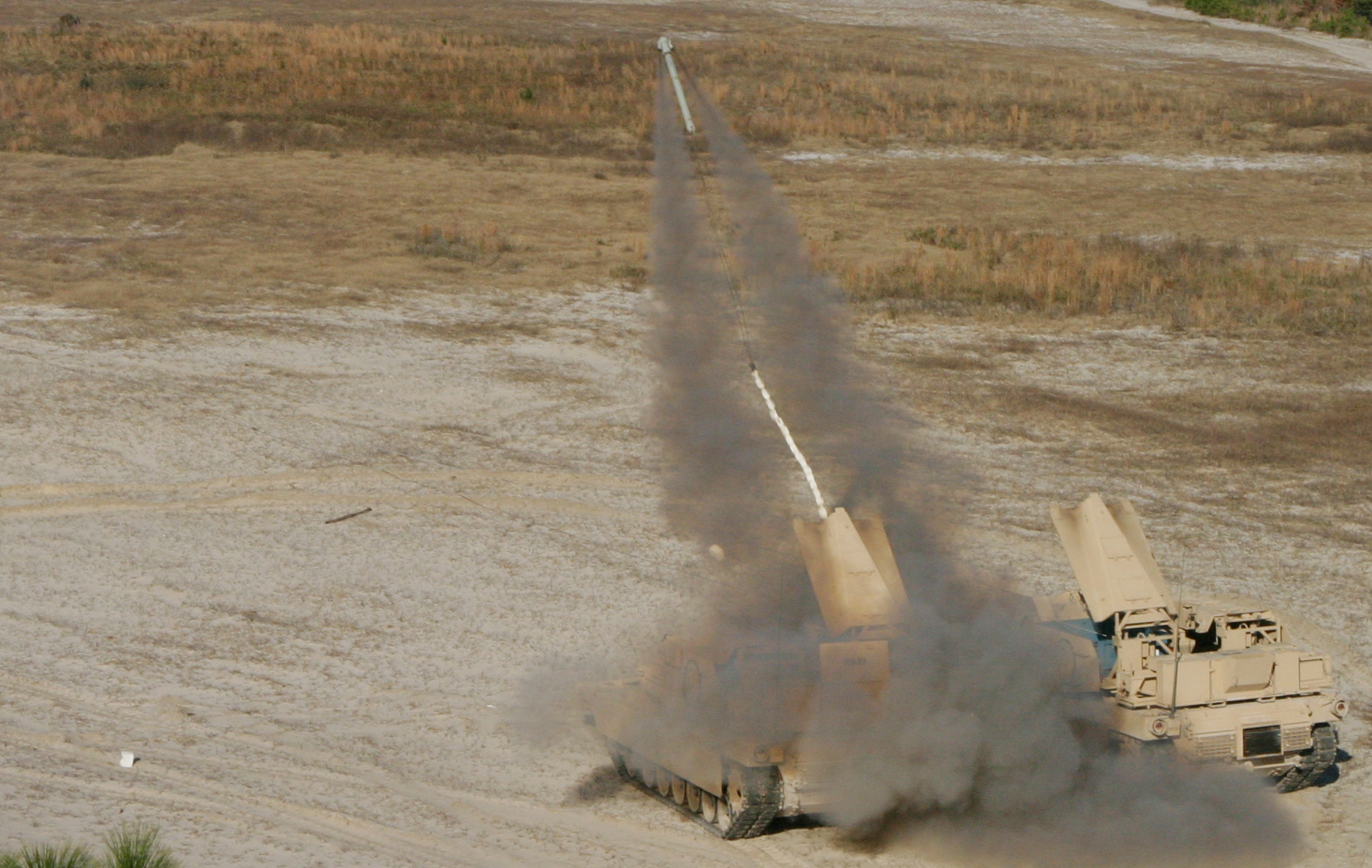
Ein M1150 Assault Breacher Vehicle verschießt eine Minenräumschnur

Speziell ausgestattete Panzer verfügen außerdem über die Möglichkeit, Minenräumschnüre oder Minenräumleitern über ein Minenfeld zu schießen. Mit Hilfe einer kleinen Rakete wird eine Schnur mit Sprengstoff (z. B. C4) über das Minenfeld ausgebracht und anschließend zur Explosion gebracht. Die Druckwelle der Detonation löst die Minen in der Umgebung aus bzw. entfernt diese.